# Werra-Rundschau
Die Werra-Rundschau (WR) ist eine eigenständige, unabhängige lokale Tageszeitung, die im Werra-Meißner-Kreis in Hessen verbreitet wird. Die Druckauflage liegt bei 6.881 Exemplaren (Stand 2. Quartal 2025). Die Lokal- und Lokalsport-Redaktion hat ihren Sitz in Eschwege.

## Verbreitungsgebiet
Die WR erscheint in der Kreisstadt Eschwege, in den Städten Sontra, Waldkappel und Wanfried sowie in den Gemeinden Wehretal, Meinhard, Herleshausen, Meißner, Ringgau, Berkatal und Weißenborn.

## Herausgeber
Als Herausgeberin hat die Werra Verlag Kluthe GmbH & Co. KG ihren Sitz in Eschwege. Geschäftsführer ist Markus Pfromm. Mehrheitsgesellschafterin ist die MBG Medienbeteiligungsgesellschaft Mbh. Die Werra-Rundschau erscheint täglich von Montag bis Samstag.

## Geschichte
Die Werra-Rundschau wurde am 1. Januar 1948 von Verleger und Chefredakteur Hans Albert Kluthe (1904–1970) gegründet. Die WR ist die Nachfolgezeitung des Eschweger Tageblatts, das 1826 gegründet wurde. Zu den Redakteuren der ersten Stunde gehören Max Klier und Alfred Nagel. Die großen Verdienste Kluthes wurden durch Verleihung des Großen Bundesverdienstkreuzes (1959) und seine Bemühungen um die Vertiefung der deutsch-französischen Zusammenarbeit durch seine Ernennung zum Ritter der französischen Ehrenlegion (1964) gewürdigt. 1969 erhielt er die Fuggermedaille für hervorragende Verdienste um das Zeitschriftenwesen. Von 1952 bis 1970 war er Präsident des Verbandes deutscher Zeitschriftenverleger. Nach dem frühen Tod von Hans Albert Kluthe am 13. Dezember 1970 übernahm der damals erst 22-jährige Peter Kluthe, Sohn des verstorbenen Verlegers, den Verlag. Er war bis zu seinem 65. Geburtstag im Mai 2013 Verleger der WR. 1992 wurde die Werra-Rundschau von einer Abendzeitung zu einer Morgenzeitung. Seither wird die WR in Kassel gedruckt. 2009 stellte die WR ihre Blattstruktur um und den Lokalteil nach vorne. Seit Juli 2013 erscheint die WR mit einem neuen Titelkopf.
Am 13. November 2014 hat die Werra-Rundschau ihr Verlagsgebäude vom Eschweger Schulberg an den Stad in der Innenstadt verlegt. Dort teilt sich die Geschäftsstelle in einer Partnerschaft mit der Sparkasse Werra-Meißner das Erdgeschoss. Anzeigenabteilung, Vertrieb und Buchhaltung haben das erste Stockwerk belegt, die Redaktion befindet sich in der zweiten Etage.

## Chefredaktion
Erster Chefredakteur war der Verleger Hans Albert Kluthe selbst. Nach seinem Tod übernahm der langjährige Redakteur Alfred Nagel am 1. Januar 1971 die inhaltliche Führung. Am 1. April 1989 wurde Karl Kramer der Nachfolger von Alfred Nagel in der Redaktionsleitung. Von 2000 bis 2008 leitete Dieter Preuß die Redaktion, vom 1. Januar 2008 bis zum 30. Juni 2014 war Dieter Salzmann Chefredakteur. Seit dem 1. Juli 2014 leitet Tobias Stück die Redaktion.
Anzeigenleiter ist seit September 2016 Martin Meister.

## Kooperationen
Die Werra-Rundschau wird heute bei der Zeitungsdruck Dierichs GmbH & Co. KG in Kassel/Waldau gedruckt. Überregionale Inhalte werden per Kooperationsvereinbarung von der Redaktion der Hessisch/Niedersächsischen Allgemeinen (HNA) in Kassel eingekauft.